# 海因里希二世 (拿騷-拜爾施泰因)
海因里希二世（德語：Heinrich II. von Nassau-Beilstein，1374年9月29日—1412年10月12日），拿騷-拜爾施泰因伯爵，海因里希一世的長子，1388年至1410年在位。

## 家庭
1383年，海因里希與蘭德洛德的卡塔里娜（Katharina von Randerode）結婚，兩人共有2子1女：
1. 卡塔里娜（英语：Katharina of Nassau-Beilstein）（—1459年）
2. 約翰一世（—1473年）
3. 海因里希（德语：Heinrich III. (Nassau-Beilstein)）（—1477年）